# 青いドレスのマルガリータ王女
『青いドレスのマルガリータ王女』（あおいドレスのマルガリータおうじょ、西: La infanta Margarita en azul、英: Infanta Margarita Teresa in a Blue Dress）は、バロック期のスペインの巨匠ディエゴ・ベラスケスが1659年に制作したスペイン王女マルガリータ・テレサ・デ・エスパーニャの8歳時の肖像画である。本作と『皇太子フェリペ・プロスペロの肖像』（美術史美術館）は、ベラスケスが死去する前年に描かれた画家の最後の完成作品である。両作はともにスペインからウィーンに送られ、現在、ウイーンの美術史美術館に所蔵されている。

## 歴史
16世紀にハプスブルク家がオーストリア (神聖ローマ帝国) とスペインの系統に分かれた後、両ハプスブルク家の間では非常に緊密な王家のつながりができ、婚姻という手段によってさらに強化するよう努められた。本作に描かれているマルガリータ・テレサ・デ・エスパーニャは、1651年7月、フェリペ4世と王妃マリアナ・デ・アウストリアとの間に生まれた。オーストリアで生まれたマリアナ・デ・アウストリアは本来、従弟に当たるスペイン皇太子バルタサール・カルロス (フェリペ4世の嫡子) の婚約者であったが、バルタサール・カルロスが早逝したため、最初の王妃イサベル・デ・ボルボンを喪っていた叔父のフェリペ4世と1649年に結婚した。
バルタサール・カルロス以来、フェリペ4世の男児はすべて死産であったか生後間もなく死去していたので、マルガリータの誕生は大きな喜びとともに迎えられた。愛らしい彼女は1650年代の憂愁に包まれたスペインの宮廷生活を明るく、楽しいものとする希望の存在であったのである。王女の姿はベラスケスの代表作『ラス・メニーナス』(プラド美術館) の中央に描かれている。父王フェリペ4世はスペイン・ハプスブルク家の継続のためオーストリア・ハプスブルク家のレオポルト1世との将来の婚姻を図り、マルガリータ王女の成長記録として、その3歳 (『ピンクのドレスのマルガリータ王女』)、5歳 (『白いドレスのマリガリータ王女』)、8歳 (本作) の姿を描いたベラスケスによる3点の肖像画 (すべて美術史美術館蔵) をオーストリアに送った。その後、マルガリータは1666年、15歳の時オーストリアのレオポルト1世に嫁いだが、7年後に亡くなった。

## 作品
この作品は一度紛失したと信じられていた。1923年に美術史美術館の倉庫で発見された時には、おそらく18世紀に切断されたのであろうが、楕円形に変わっていた。しかし、1953年に慎重で大規模な修復が行われ、本来のサイズに戻った。
本作において、公式の肖像画の制作は人間性の洞察、芸術としての画業と完璧なバランスをとっている。描かれている8歳の王女は、1640年代に流行した絹の華麗な「グァルダインファンデ」に身を包み、はっきりとは見えないが、右手に手袋、左手に毛皮の大きなマフを持っている。衣装の襞、ブロンドの髪や緑のリボン、そして背後のコンソール上の置物や時計は近くで見れば色彩の「染み」にすぎないが、距離をおいて見れば完璧な3次元的空間のイメージが鑑賞者の前に現れる。それは印象主義的ともいえる近代的な視覚表現である。顔の描写と完成度の高い左手は、オーギュスト・ルノワールの作品を想起させる。本作はまた、色彩画家としてのベラスケスの無類の技量を示している。それは、ベルベットの深い青色を引き立てる銀箔の組み紐、画面右側の濃褐色、王女の髪の色にも似た金色の長い鎖などに見て取れる。
なお、本作には工房による複製が1点存在するが、ベラスケスの手は入っていない。その複製は以前ウイーンにあったが、今はブダペスト国立西洋美術館にあり、王女は青色ではなく緑色の衣装を身に着けている。

## マルガリータ王女の肖像

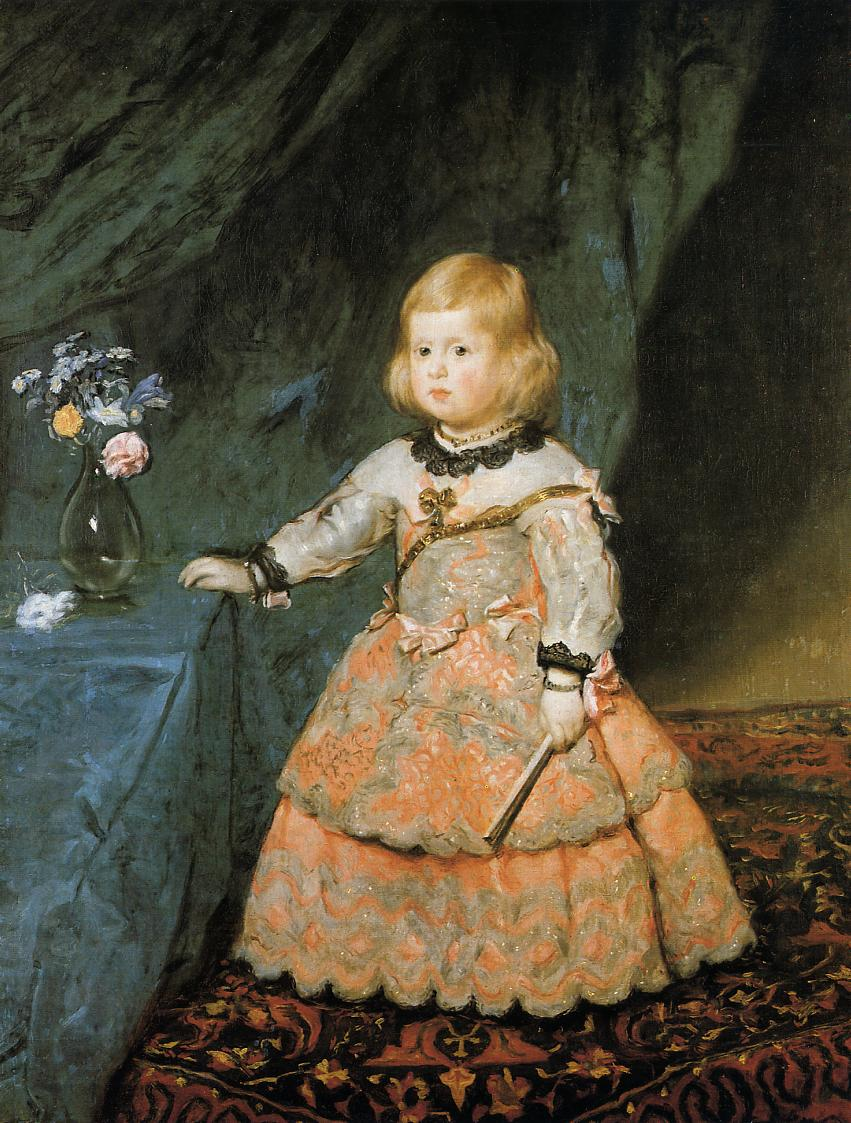
ディエゴ・ベラスケス『ピンクのドレスのマルガリータ王女』、(1653-1654年ごろ)、美術史美術館
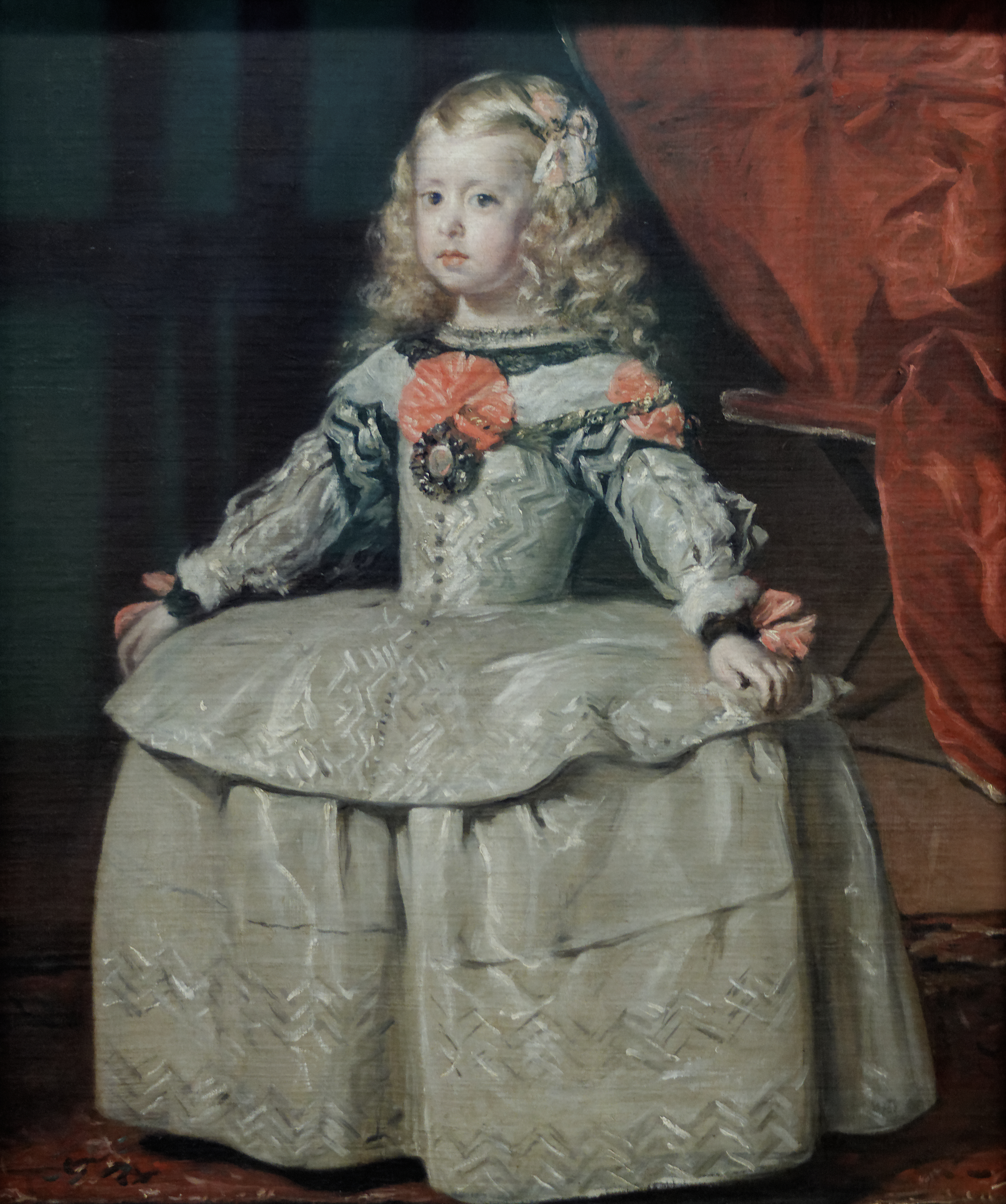
ディエゴ・ベラスケス『白いドレスのマリガリータ王女』、(1656年ごろ)、美術史美術館
ディエゴ・ベラスケス『ラス・メニーナス』、(1656年)、プラド美術館
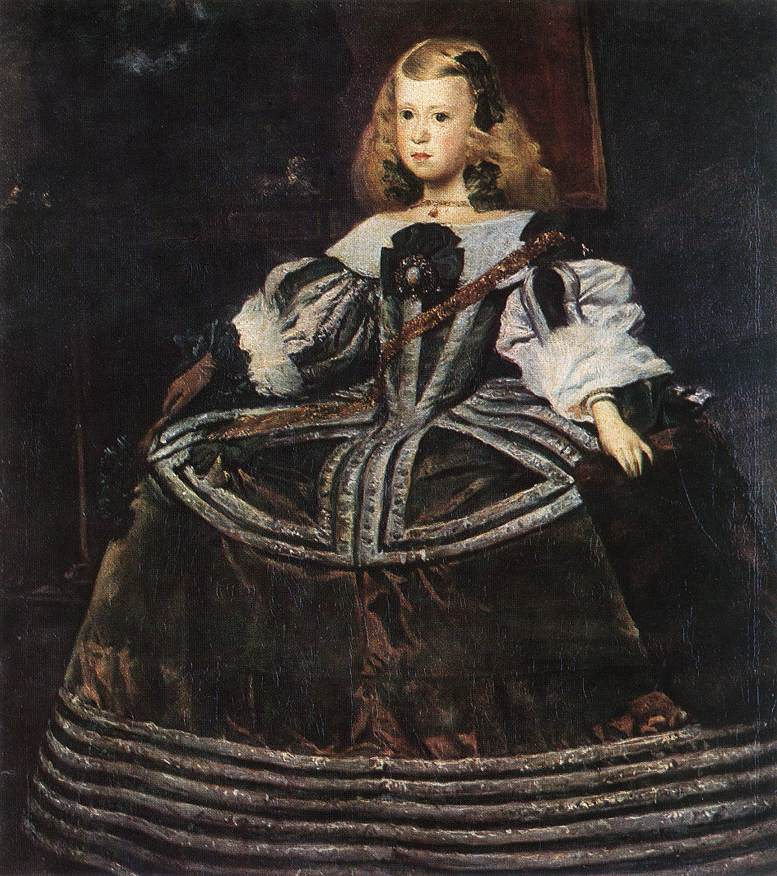
フアン・バウティスタ・マルティネス・デル・マーソ『緑のドレスのマルガリータ王女』、ブダペスト国立西洋美術館
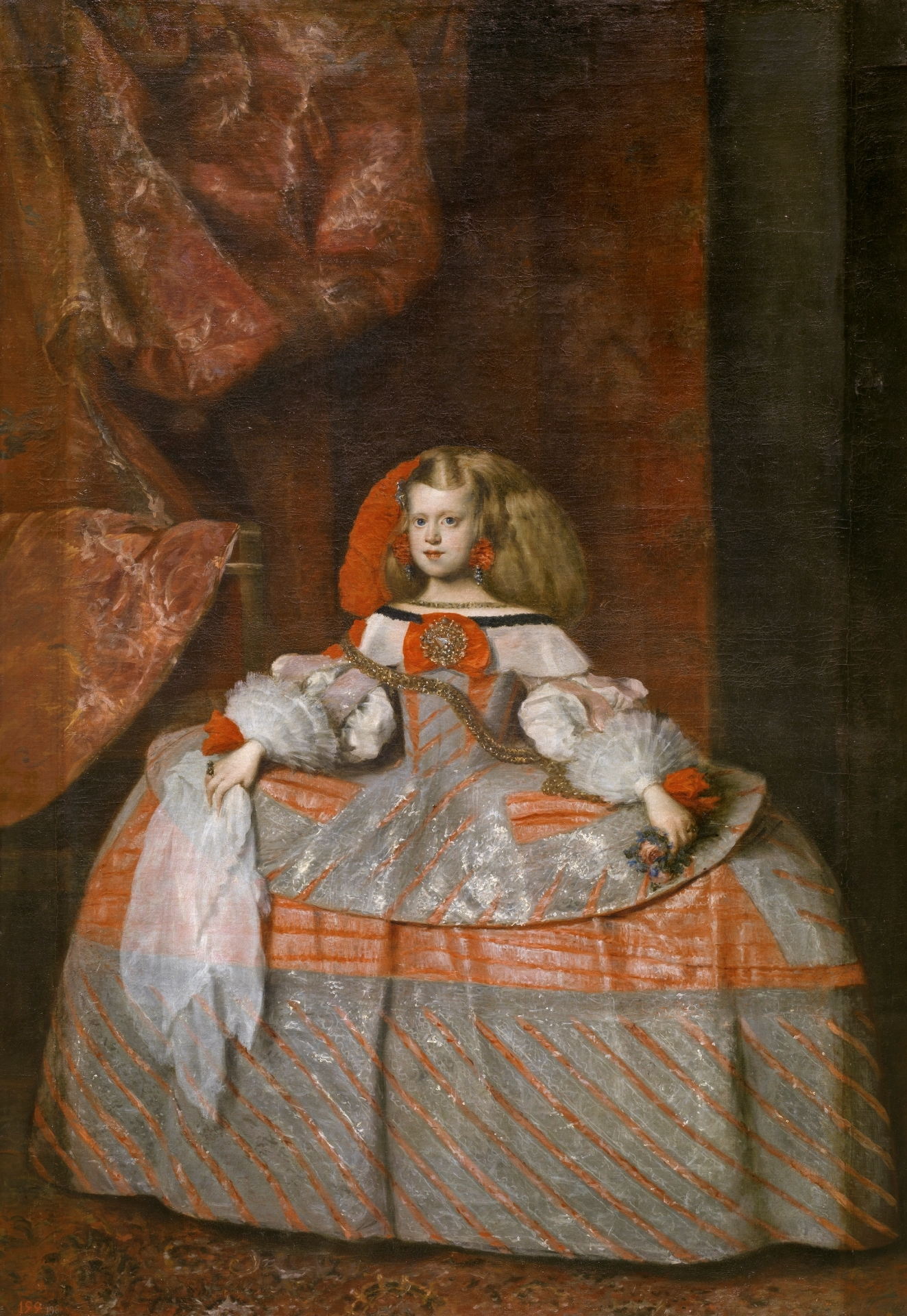
フアン・バウティスタ・マルティネス・デル・マーソ『マルガリータ・テレサ王女』、(1660年)、プラド美術館